# A.school
a.school（エイスクール）は、探究型の学習サービスを販売する日本の企業である。

## 概要
2013年9月5日、ボストン・コンサルティング・グループ出身の岩田拓真が創業し、1年後の2014年夏に探究型の学習塾を東京都文京区本郷に開校。

## 学習塾
「ゼロからイチを生み出す創造的な人材を育てたい」というコンセプトで、小中高生向けの学習塾を運営している。塾生が自分たちで考案したカードゲームを製品化するためにクラウドファンディングに挑戦する等、問題解決学習を取り入れた授業が中心。

## 沿革
- 2013年9月 創業、教育事業を開始
- 2014年8月 学習塾事業を開始、本社を文京区本郷に移転
- 2016年3月 学習塾向けの教材販売・研修事業を開始

## 受賞
2016年、学研が行っている学研アクセラレーターにて優秀賞を受賞。